# Odeón de Agripa

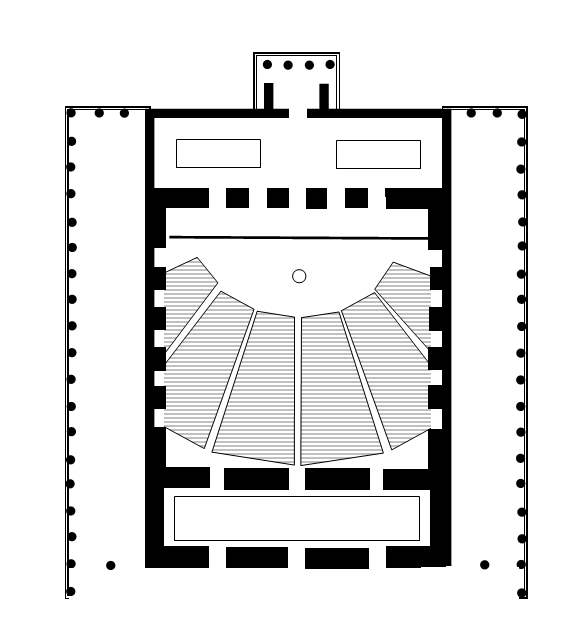
Planta esquemática del Odeón de Agripa en su primera fase.

El Odeón de Agripa fue un odeón (sala para conciertos y conferencias) situado en el centro del 
Ágora de Atenas. Se barajan las siguientes fechas sobre su construcción: del 16 al 14 a. C. y del 21 al 12 a. C. La erección fue ordenada por Marco Vipsanio Agripa, general romano, yerno de Augusto, como regalo a la ciudad de Atenas. Los atenienses, en agradecimiento, dedicaron a Agripa un monumento erigido en la entrada de los Propileos de la Acrópolis.

## Descripción

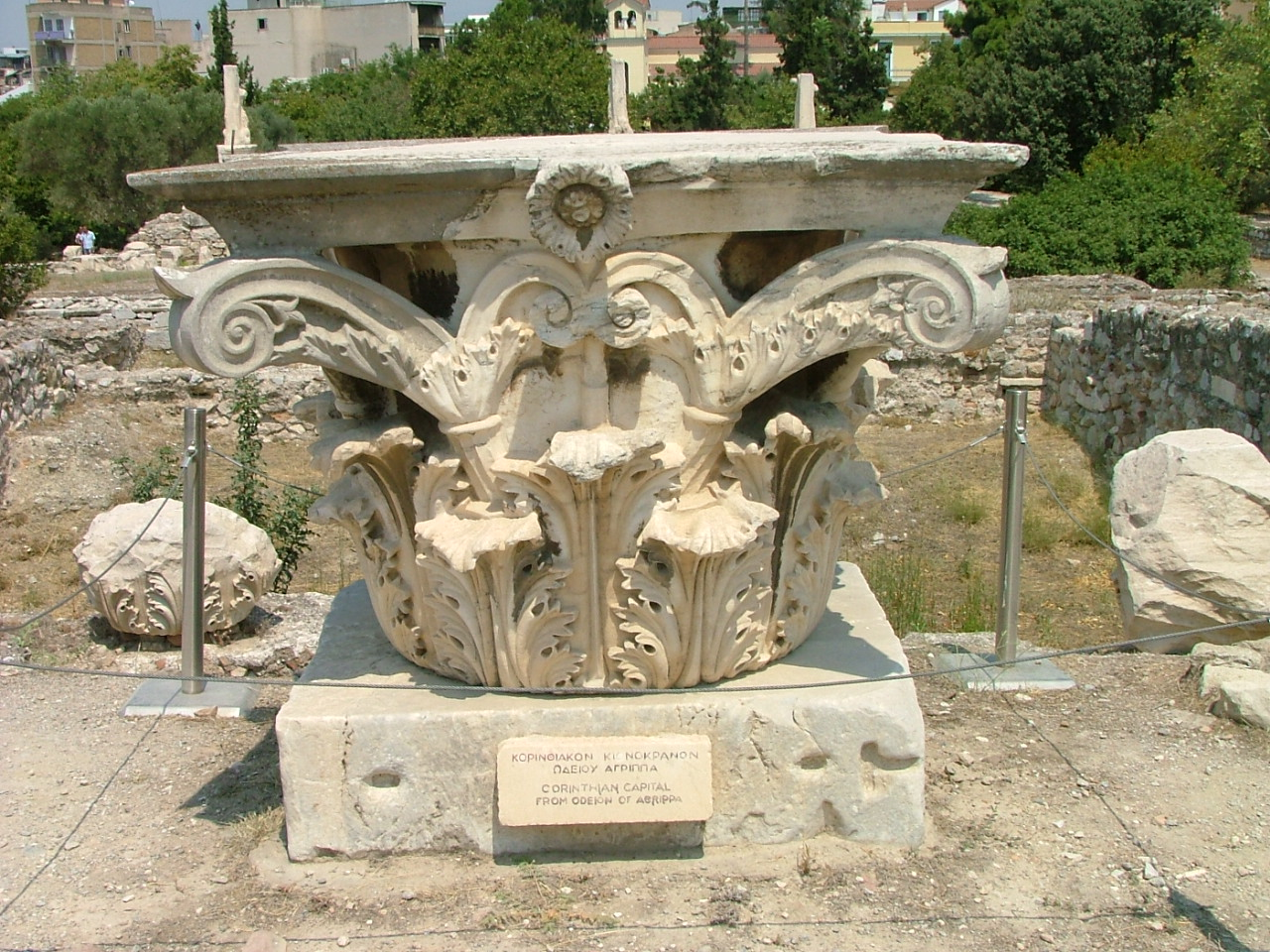
Capitel corintio perteneciente al Odeón.

El edificio ocupaba parte de la antigua plaza del Ágora, en el lugar donde entre el siglo VI y el siglo V a. C. se encontraba la Orchestra, que estaba en desuso desde la construcción del Teatro de Dionisos. La construcción simultánea del ágora romana había permitido reducir la amplitud de la antigua plaza del mercado.

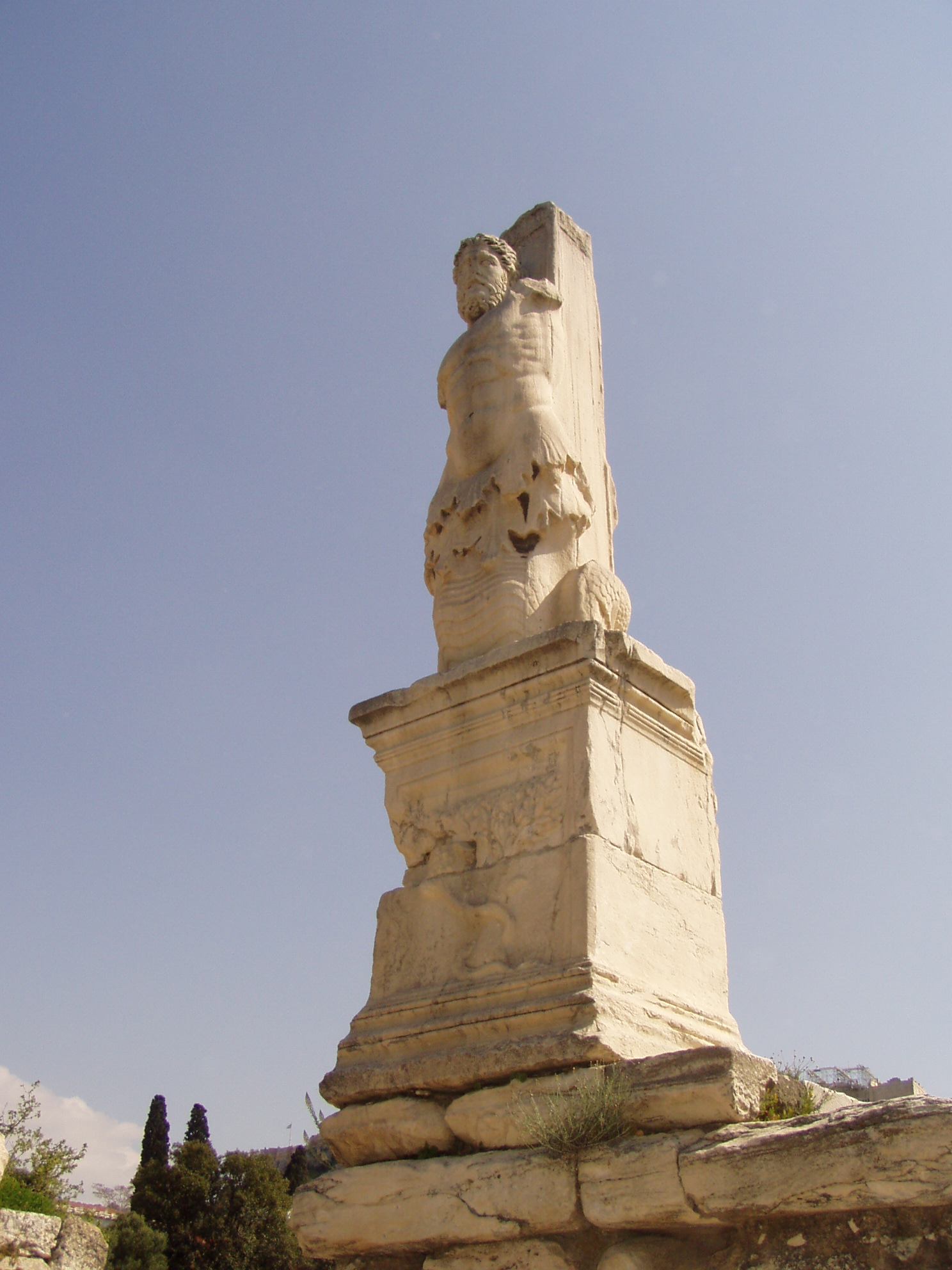
Estatua de gigante en la entrada del Odeón.

Tenía planta rectangular (51,40 m x 43.20 m). Se componía de una gran sala de dos pisos, una cávea con aforo de hasta 1000 espectadores, dividida en dos sectores de forma circular en el espacio rectangular de la sala. Además, comprendía un escenario realzado, con una escena decorada con herma de mármol coloreado con cabezas de mármol blanco.
La orquesta, es decir, el espacio para el coro, estaba pavimentada con mármoles de colores, y el escenario se decoró con esculturas.   
La iluminación la recibía a través de una abertura practicada en la parte alta de las paredes, y de una doble columnata con seis grandes columnas corintias, abierta en la parte posterior.
Tenía dos entradas: por el norte se llegaba directamente a la orquesta —seguramente ésta era un acceso para los actores—, mientras que por el sur, donde el complejo arquitectónico estaba en estrecha relación con la terraza ya existente de la Estoa central, la entrada era monumental, con dos filas de columnas corintias. Pausanias vio delante de la entrada meridional la estatua de los reyes egipcios.
El exterior estaba circundado en tres de sus lados por un criptopórtico subterráneo, que sustentaba stoai (pórticos)  decoradas con pilastras corintias. La decoración de la fachada del lado norte se apoyaba en pilastras, a las que se adosaron estatuas de gigantes (es decir, con las extremidades inferiores serpentiformes en lugar de piernas) y tritones (con colas de pez en vez de piernas); y torsos derivados de las esculturas de los frontones  del Partenón.

## Historia
Hacia mediados del siglo II d. C., se redujo la cávea a 500 espectadores, a causa del hundimiento del techo de 25 m, y se introdujo un muro trasversal para sostenerlo. La fachada septentrional se transformó en un pórtico abierto y el edificio se destinó a sala de conferencias.
En el momento de la caída del techo, la función principal debía ser la de sala de lectura pública, mientras que las representaciones musicales se llevarían a cabo en el Odeón de Herodes Ático.
El nuevo edificio fue destruido durante la invasión de los hérulos, en el año 267 d. C. En la ubicación del Odeón se construyó un edificio bizantino en el siglo V d. C., con habitaciones, patios, peristilos y termas, diversamente interpretado como gimnasio o como sede de una escuela, o bien como el palacio del gobernador bizantino. El complejo reutilizó los telamones del edificio antiguo para monumentalizar la entrada.